# Teredo
Teredo е род соленоводни миди от семейство Teredinidae. Типов вид на таксона е мидата Teredo navalis известна и като корабен червей. Родът включва около дузина тясно специализирани видове, които пробиват ходове в дървесината, която се оказва под нивото на водата.

## Видове
- Teredo aegypos Moll, 1941
- Teredo bartschi Clapp, 1923
- Teredo bitubula Li, 1965
- Teredo clappi Bartsch, 1923
- Teredo fulleri Clapp, 1924
- Teredo furcifera Martens in Semon, 1894
- Teredo johnsoni Clapp, 1924
- Teredo mindanensis Bartsch, 1923
- Teredo navalis Linnaeus, 1758 – Дървопробивач
- Teredo poculifer Iredale, 1936
- Teredo portoricensis Clapp, 1924
- Teredo somersi Clapp, 1924
- Teredo triangularis Edmondson, 1942